# Liga Portuguesa de Futebol Profissional

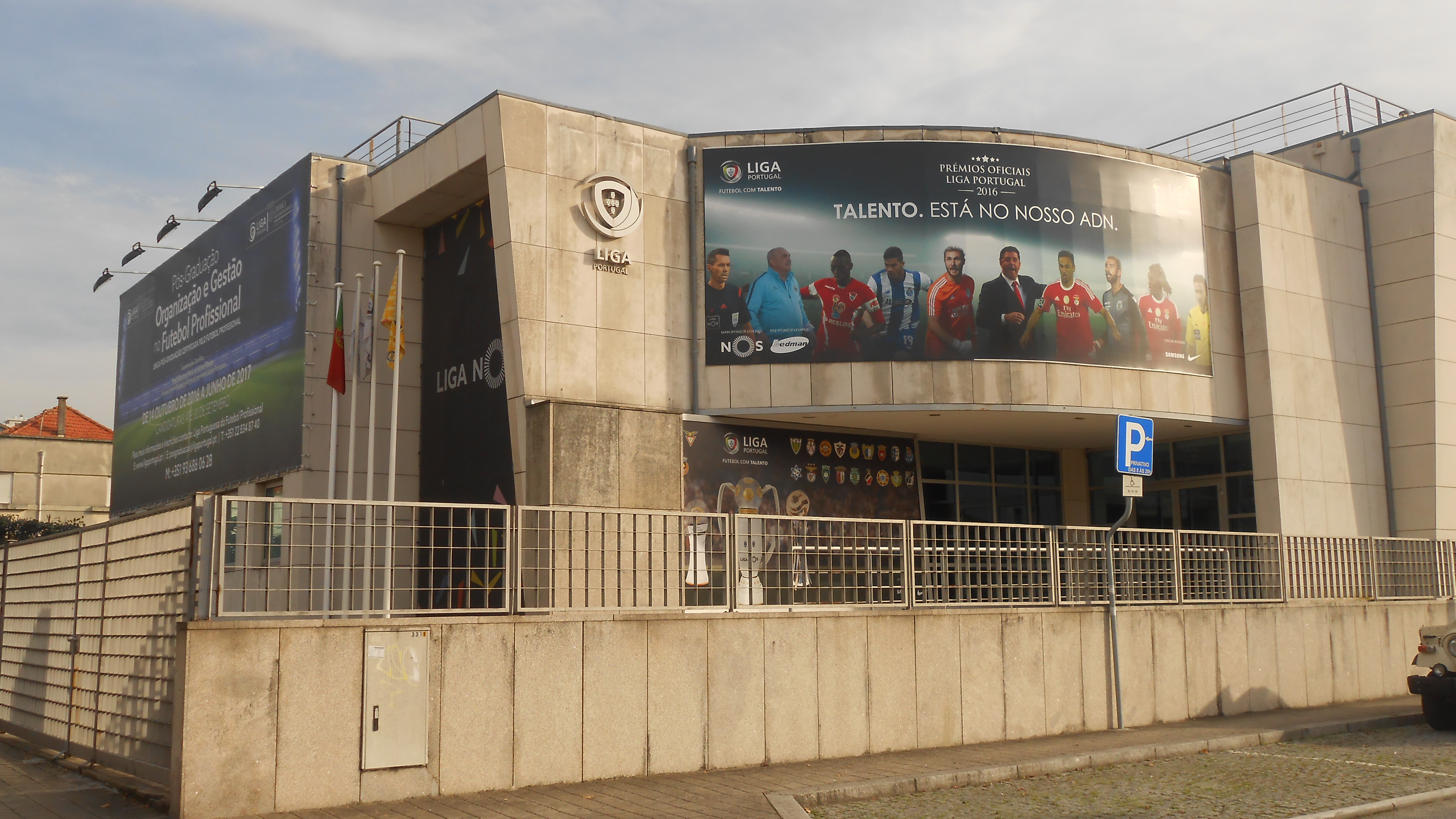
A sede da Liga na Rua da Constituição, n.º 2555, no Porto

A Liga Portugal (LP) é uma organização responsável pelo futebol profissional em Portugal. Organiza três competições com a participação de 34 clubes e 36 equipas profissionais: a Primeira Liga, a Segunda Liga e a Taça da Liga.
Na Primeira Liga participam 18 equipas e na Segunda Liga outras 18, incluindo duas equipas "B". Todas estas equipas participam na Taça da Liga desde a época 2007–08, exceto as equipas "B".
A LPFP é uma associação de direito privado, que se rege pelos respetivos Estatutos e pelos Regulamentos que de acordo com eles foram emitidos e pela legislação aplicável.

## Fundação
A Liga Portuguesa de Futebol Profissional (LPFP) foi fundada no dia 3 de fevereiro de 1978, com o nome "Liga Portuguesa de Clubes de Futebol Profissional".

## Lista de presidentes
Presidentes da LPCFP (1978–1991)
1. João Aranha (1978–1980)
2. Lito Gomes de Almeida (1980–1989)
3. Valentim Loureiro (1989–1991)

Presidentes da LPFP (1991–2020)
1. Valentim Loureiro (1991–1994)
2. Manuel Damásio interim (1994–1995)
3. Pinto da Costa (1995–1996)
4. Valentim Loureiro (1996–2006)
5. Hermínio Loureiro (2006–2010)
6. Fernando Gomes (2010–2011)
7. Mário Figueiredo (2012–2015)
8. Luís Duque (2014–2015)
9. Pedro Proença (2015–2020)

Presidentes da LP (2020–Presente)
1. Pedro Proença (2020–2025)[4]
2. Reinaldo Teixeira (2025–Presente)[5]